# Митропа куп 1981.
Митропа куп 1981. је било 39. издање клупског фудбалског такмичења Митропа купа.
Такмичење је трајало од 22. октобра 1980. до 21. априла 1981. године. Учествовале су четири екипе из Италије, Мађарске, Чехословачке и СФР Југославије. Играло се у једној групи, свако са сваким по две утакмице. Није било финалне утакмице него је првак групе био и победник купа за 1981. годину.

## Резултати
| Клуб          | Чехословачка | Мађарска | Италија | Социјалистичка Федеративна Република Југославија |
| ------------- | ------------ | -------- | ------- | ------------------------------------------------ |
| Татран Прешов | –            | 0:0      | 4:1     | 2:1                                              |
| Чепел         | 3:0          | –        | 0:0     | 2:0                                              |
| Комо          | 1:0          | 2:1      | –       | 2:0                                              |
| Загреб        | 1:5          | 0:0      | 2:1     | –                                                |

| Табела           | ИГ | Д | Н | И | ГД | ГП | ГР | Бод. |
| ---------------- | -- | - | - | - | -- | -- | -- | ---- |
| 1. Татран Прешов | 6  | 3 | 1 | 2 | 11 | 7  | +4 | 7    |
| 2. Чепел         | 6  | 2 | 3 | 1 | 6  | 2  | +4 | 7    |
| 3. Комо          | 6  | 3 | 1 | 2 | 7  | 7  | 0  | 7    |
| 4. Загреб        | 6  | 1 | 1 | 4 | 4  | 12 | -8 | 3    |

| Освајач Митропа купа 1981. |
| -------------------------- |
| Татран Прешов 1. Титула    |